# Molophilus (Molophilus) extricatus
Molophilus (Molophilus) extricatus is een tweevleugelige uit de familie steltmuggen (Limoniidae). De soort komt voor in het Australaziatisch gebied.